# Anatolij Czancew
Anatolij Dmytrowycz Czancew, ukr. Анатолій Дмитрович Чанцев, ros. Анатолий Дмитриевич Чанцев, Anatolij Dmitrijewicz Czancew (ur. 20 lutego 1958 w Zaporożu) – ukraiński piłkarz, grający na pozycji prawego obrońcy, a wcześniej pomocnika, trener piłkarski.

## Kariera piłkarska

### Kariera klubowa
Wychowanek SDJuSzOR Metałurh Zaporoże. Pierwszy trener - I. Małkin. W 1980 rozpoczął karierę piłkarską w miejscowym Metałurhu, skąd w 1983 przeszedł do Awanharda Równe. W 1986 powrócił do Zaporoża, ale tym razem bronił barw miejscowego Torpeda Zaporoże. W 1988 został piłkarzem białoruskiego klubu Homselmasz Homel, w którym zakończył karierę piłkarską w 1992.

## Kariera trenerska
Po zakończeniu kariery piłkarskiej od 1992 prowadził zespoły Wiedrycz-97 Rzeczyca, ZLiN Homel i FK Homel. W styczniu 2002 został zaproszony do zaporoskiego Metałurha, w którym pomagał Ołehowi Taranowi trenować drużynę. Po tym jak latem 2005 trener Wałerij Jaremczenko podał się do dymisji, pełnił do końca roku obowiązki głównego trenera klubu. W kwietniu 2007 po dymisji Serhija Jaszczenki ponownie objął drużynę, z którą pracował do listopada 2008, kiedy to podał się do dymisji. Potem zrobił przerwę w pracy trenerskiej, a w grudniu 2009 otrzymał propozycję trenować klub Zoria Ługańsk. 27 listopada 2011 po serii nieudanych gier został zwolniony z zajmowanego stanowiska. 9 stycznia 2013 został mianowany na stanowisko głównego trenera w Heliosie Charków, ale już 27 kwietnia 2013 roku kontrakt za obopólną zgodą został anulowany. 24 lutego 2015 po raz kolejny objął prowadzenie Metałurha Zaporoże, którym kierował do jego rozwiązania w grudniu 2015. 17 czerwca 2016 stał na czele klubu Karpaty Lwów. Ale już 5 lipca 2016 przez stan zdrowia podał się  do dymisji.